# Rudolf Urban

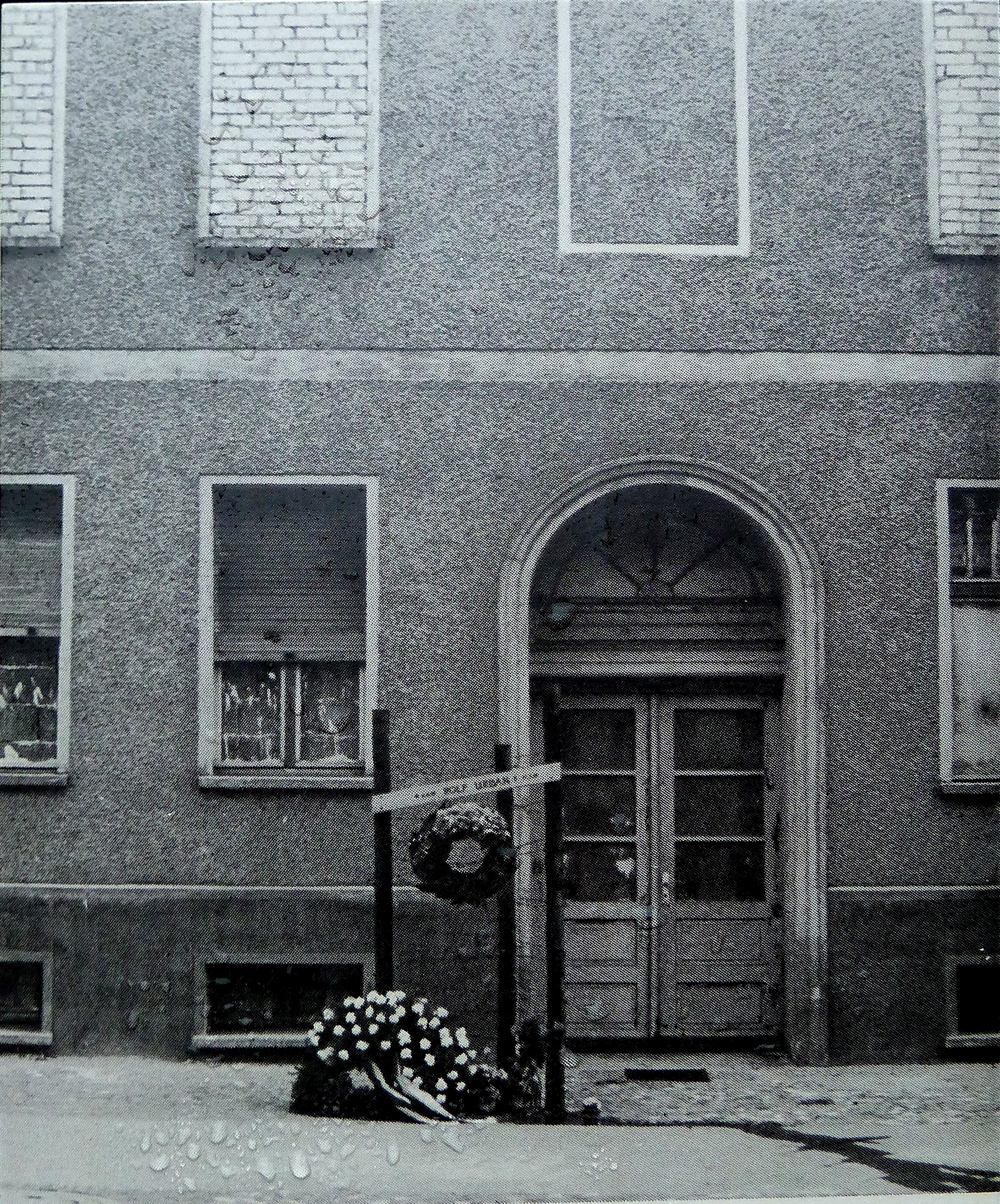
Bernauer Straße 1, as it appeared in June 1962

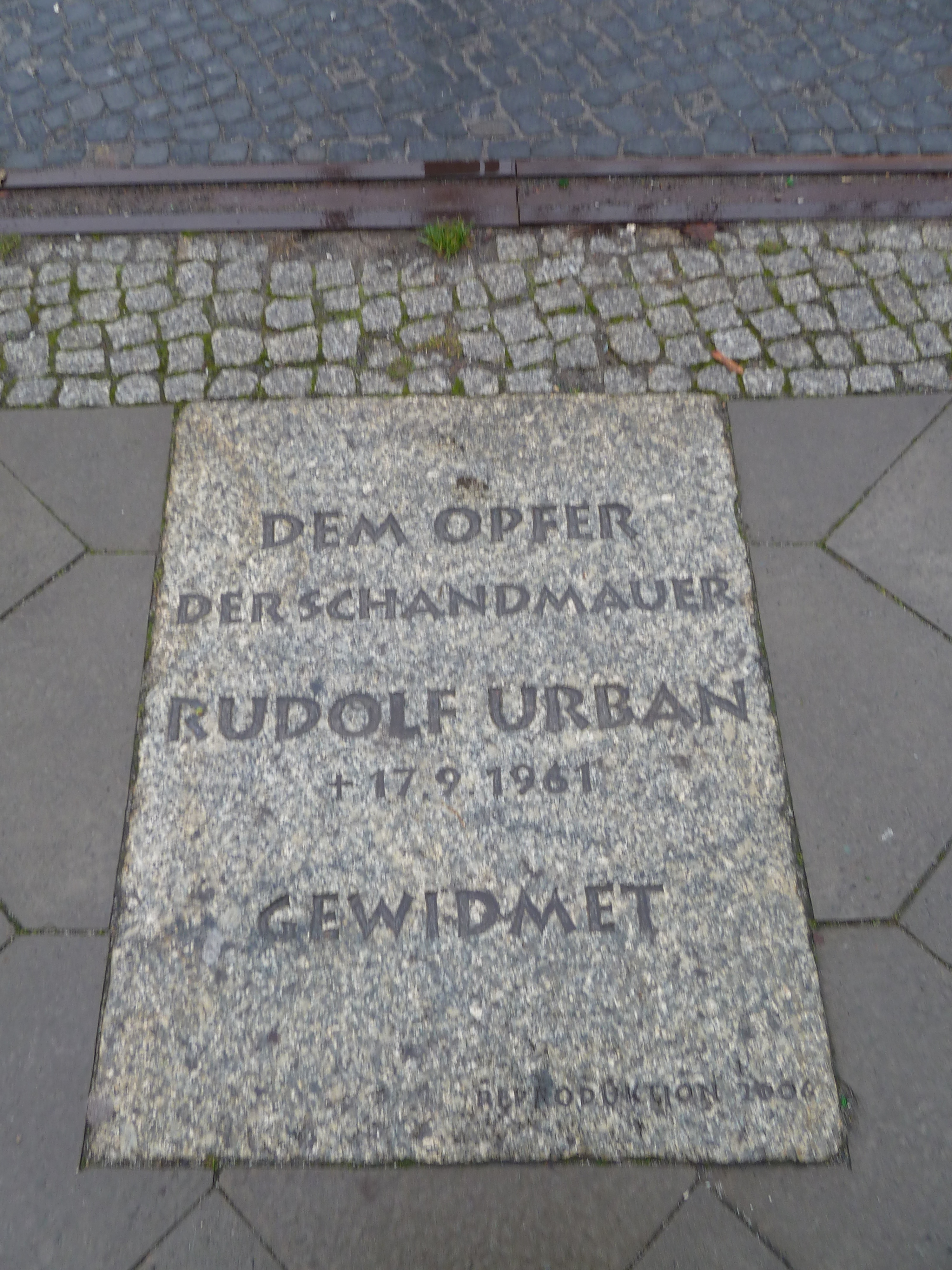
Memorial Tablet where Bernauer Straße 1 once was, "dedicated to the victim of the wall of shame, Rudolf Urban, † 17.9.1961

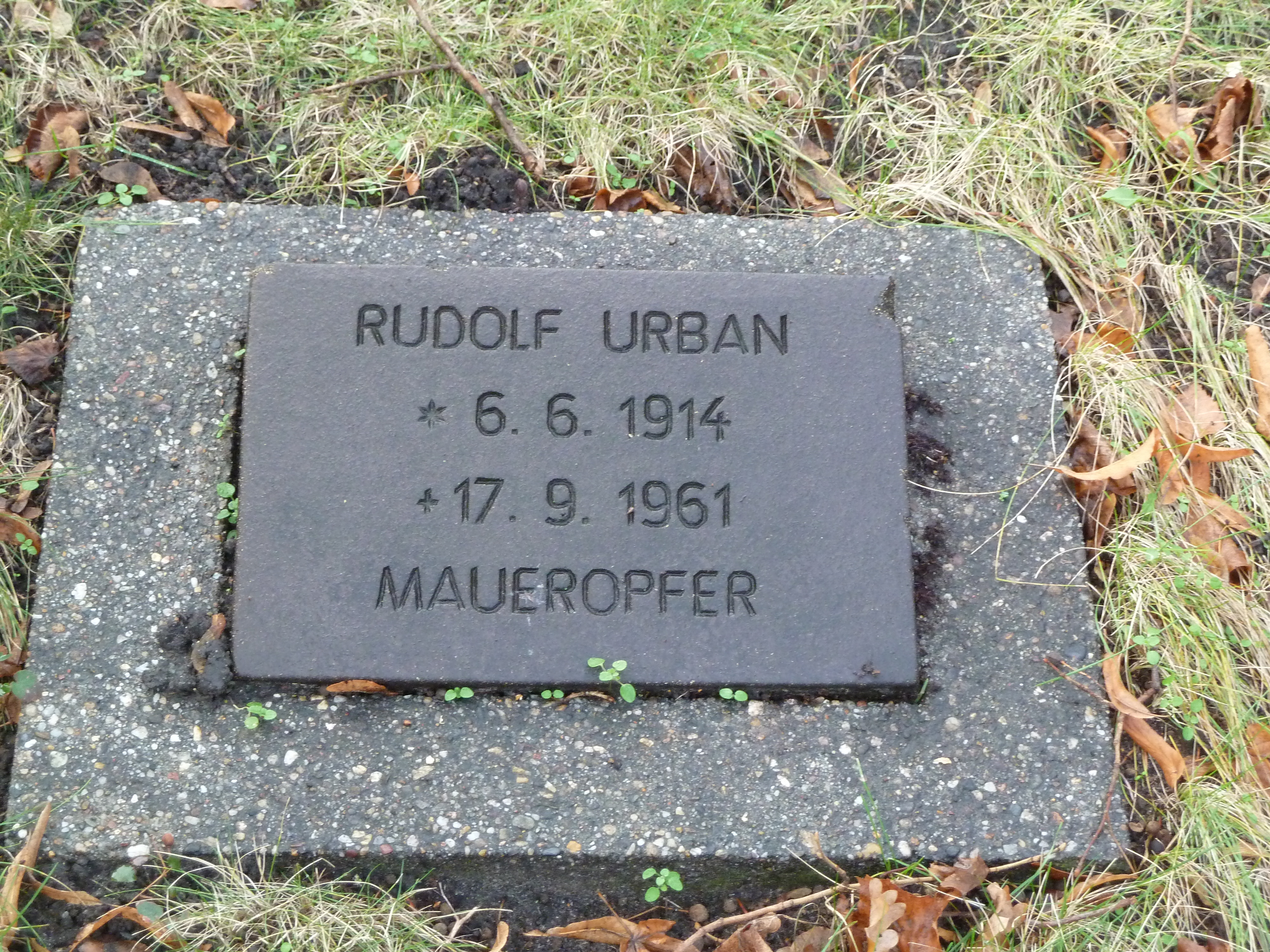
Rudolf Urban's grave, Dorotheenstädtischer Friedhof II, Liesenstraße 9, Berlim

Rudolf Urban (Berlim, 6 de junho de 1914 -  Idem, 17 de setembro de 1961) foi a segunda vítima do Muro de Berlim. Ele se feriu gravemente em 19 de agosto de 1961, ao cair enquanto tentava passar para a Alemanha Ocidental por uma corda pendurada de um apartamento localizado na Bernauer Strasse, exatamente na divisa entre as duas Alemanhas. Morreu no mês seguinte, em consequência dos ferimentos.